# Superkubok SSSR 1986
La Superkubok SSSR 1986 è stata la 5ª edizione della Supercoppa dell'Unione Sovietica.
La competizione si è svolta in gara unica tra Dinamo Kiev, vincitore del campionato e Šachtar, vincitore della coppa nazionale.
A conquistare il trofeo è stata la Dinamo Kiev, che ha battuto ai rigori, come nell'edizione del 1981, lo Šachtar.

## Tabellino
| Arbitro: | Spirin (Mosca) |

|                                          |                      |                                      |
| Ščerbakov 73’ Jevtušenko 118’            | Marcatori            | 54’ Sokolovskij 117’ Kravčenko       |
| Dem"janenko Baltača Jevtušenko Jakovenko | Tiri di rigore 3 – 1 | Morozov Varnavs'kyj Kravčenko Hračov |